# Гамма Южной Рыбы
Гамма Южной Рыбы (Gamma PsA, γ Piscis Austrini, γ PsA) — двойная звезда в созвездии Южной Рыбы. Имеет видимую звёздную величину +4,46 и видна невооружённым глазом даже на городском небе (в зените). Главный компонент является белым гигантом. Удалена приблизительно на 222 световых года от Земли. При температуре в 10600 K светимость звезды в 81 раз больше солнечной.
Гамма Южной Рыбы прошла ближе всего к Солнцу 1,8 млн лет назад, тогда она имела видимую звёздную величину +3,78, а расстояние до неё составляло 157 световых лет.

## Названия
На китайском, 敗臼 (Bài Jiù) значит Decayed Mortar и относится к астеризму состоящему из γ PsA, γ Gruis, λ Gruis and 19 Южной Рыбы. Следовательно, сама γ Piscis Austrini известна как 敗臼三 (Bài Jiù sān, англ. третья звезда Decayed Mortar.)